# Erich Biehle
Erich Biehle (* 29. Juni 1941 in Luzern; † 18. Juni 2024 in Zürich) war ein Schweizer Textildesigner. 

## Leben und Werk
Erich Biehle absolvierte von 1958 bis 1962 eine Ausbildung an der Textilfachklasse Zürich. Während der Ausbildung besuchte er dort die Fachklasse Farb- und Formlehre von Johannes Itten. In Ergänzung zu seinem Stundenplan belegte Biehle zusätzlich Kurse an der Kunstgewerbeschule Zürich. Itten, der das grosse Potenzial von Erich Biehle erkannte, vermittelte ihm nach seiner Ausbildung eine Anstellung bei Ludwig Abraham & Co, dessen Geschäftsführer Gustav Zumsteg war. Dort entwarf Biehle Haute Couture für international renommierte Häuser wie Yves Saint Laurent, Christian Dior, Hubert de Givenchy, Coco Chanel und Emanuel Ungaro.
Erich Biehle wechselte 1976 zu Hubert de Givenchy, der ihn persönlich angeworben hatte. An der Seite von Givenchy übernahm er Konzept, Design und internationale Lizenzierung der Kollektionen. 1991 wurde Biehle für das Rebranding von Bally international als Creative Director ernannt. Von 1996 bis 2002 arbeitete er als CEO der Abraham Gruppe. Ab 1996 bekleidete Biehle den Posten von Gustav Zumsteg als CEO der Abraham AG.
Erich Biehle lehrte weltweit an verschiedenen Hochschulen. Zudem war er als Berater für internationale renommierte Modelabels tätig. 2014 wurde Erich Biehle für sein Lebenswerk vom Schweizerischen Bundesamt für Kultur mit dem Grand Prix Design ausgezeichnet.